# Бенедето Дзакария
Бенедето Дзакария (на италиански: Benedetto I Zaccaria) е адмирал, търговец и дипломат на Република Генуа. Владетел на Фокея и първият генуезки владетел на Хиос, основател на династията Дзакария, играла важна роля в историята на Византия и Латинската империя.
През 1264 г. е изпратен като посланик на Генуа в Константинопол, където се жени за една от сестрите на византийския император Михаил VIII Палеолог, а брат му Мануеле Дзакария получава като владение град Фокея на малоазиатския бряг, с прилежащите и мини за стипца. Въз основа на тази суровина, двамата братя изграждат търговска империя, която търгува от Черно море до Северна Африка. През 1304 г. флотът на Бенедето Закария завладява съседния остров Хиос и го прочиства от мюсюлмански пирати. Първоначално Бенедето го дава като владение на племенника си Тедизио (син на Мануеле Дзакария). През същата година Дзакария превзема островите Самос и Кос, които са били обезлюдени и императорът дава на генуезкия благородник правата да ги управлява като негов васал. През 1306, Тедисио окупира остров Тасос.
Бенедето умира през 1307 г. Като владетел на Хиос го наследява синът му Палеолого Дзакария.

## Род Дзакария
- Бенедето І Дзакария, владетел на Хиос (1304 – 1307)
- Мануеле Дзакария– владетел на Фокея (1287 – 1307)
- Николино Дзакария, брат на Бенедето І и Мануеле Дзакария, владетел на Фокея
- Палеолого Дзакария, син на Бенедето І Дзакария, владетел на Хиос (1307 – 1314)
- Мартино Дзакария, син на Палеолого Дзакария, владетел на Хиос (1314 – 1329)
- Бенедето ІІ Дзакария, брат на Мартино Дзакария, съвладетел на Хиос (1314 – 1325)
- Чентурионе І Дзакария, женен за Елена Асенина, дъщеря на Андроник Асен (1280 – 1351), внучка на цар Иван Асен III
- Андроник Асен Дзакария, владетел на Ахея.(† 1401) син на Чентурионе І Дзакария и Елена Асенина.
- Мария ІІ Дзакария, принцеса на Ахея (1402 – 1404) Съпруга на Педро Сан Суперано, владетел на Ахея (1396 – 1402)
- Чентурионе ІІ Асен Дзакария, последен владетел на Ахея 1404 – 1430), син на Андроник Асен Дзакария
- Катерина Асенина Дзакария, дъщеря на Чентурионе ІІ Дзакария. (†1462) Съпруга на Тома Палеолог, деспот на Морея. Дъщеря им Зоя Палеологина се жени за руския цар Иван III.
- Йоан Асен Дзакария, незаконен син на Чентурионе ІІ Дзакария (†1469)